# Abraham Calkoen
Abraham Calkoen, heer van Kortenhoef (Amsterdam, 1 september 1729 - aldaar, 7 februari 1796) was een Amsterdamse regent.
Calkoen was een zoon van Nicolaas Calkoen de jonge en Anna Maria Muyssart. Hij studeerde rechten in Leiden. Calkoen was van 1748 tot 1766 secretaris van Amsterdam. In 1759 nam hij de Zwitserse theoloog Jean-Laurent Garcin in dienst als gouverneur van zijn zoon Nicolaas. Van 1766 tot 1782 was hij baljuw en dijkgraaf van het Hoogheemraadschap Amstelland. Ook was hij van 1766 tot 1774 dijkgraaf van de Zeeburger- en Diemerdijk. In 1766 werd hij tevens benoemd tot baljuw van Waveren, Botshol en Ruyge Wilnis. Van de regenten van het Gasthuis kocht hij in 1768 voor 12.500 gulden de heerlijkheid Kortenhoef. In de jaren 1782 tot 1785 was hij schepen en hoofdschout van Amsterdam.
Calkoen trouwde in 1752 met Agnis Catharina Bicker (1730-1756). Na haar overlijden hertrouwde hij in 1770 met de weduwe Theodora Lampsins (1742-1787). Uit het eerste huwelijk werden drie kinderen geboren, twee levenloze dochters en een zoon Nicolaas. Uit het tweede huwelijk werden twee zonen geboren, Cornelis (1771-1779) en Abraham (1774-1849).